# Jean Piaget

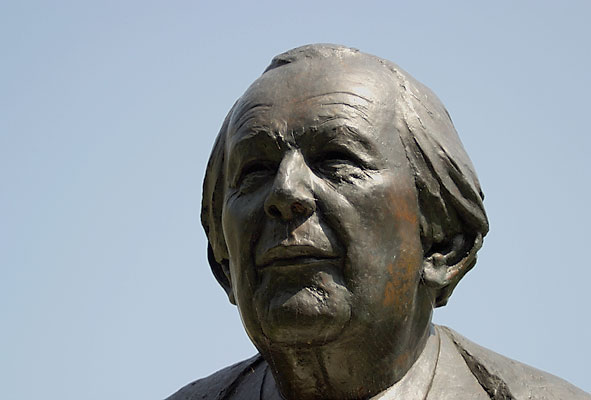
Büste von Jean Piaget im Parc des Bastions in Genf

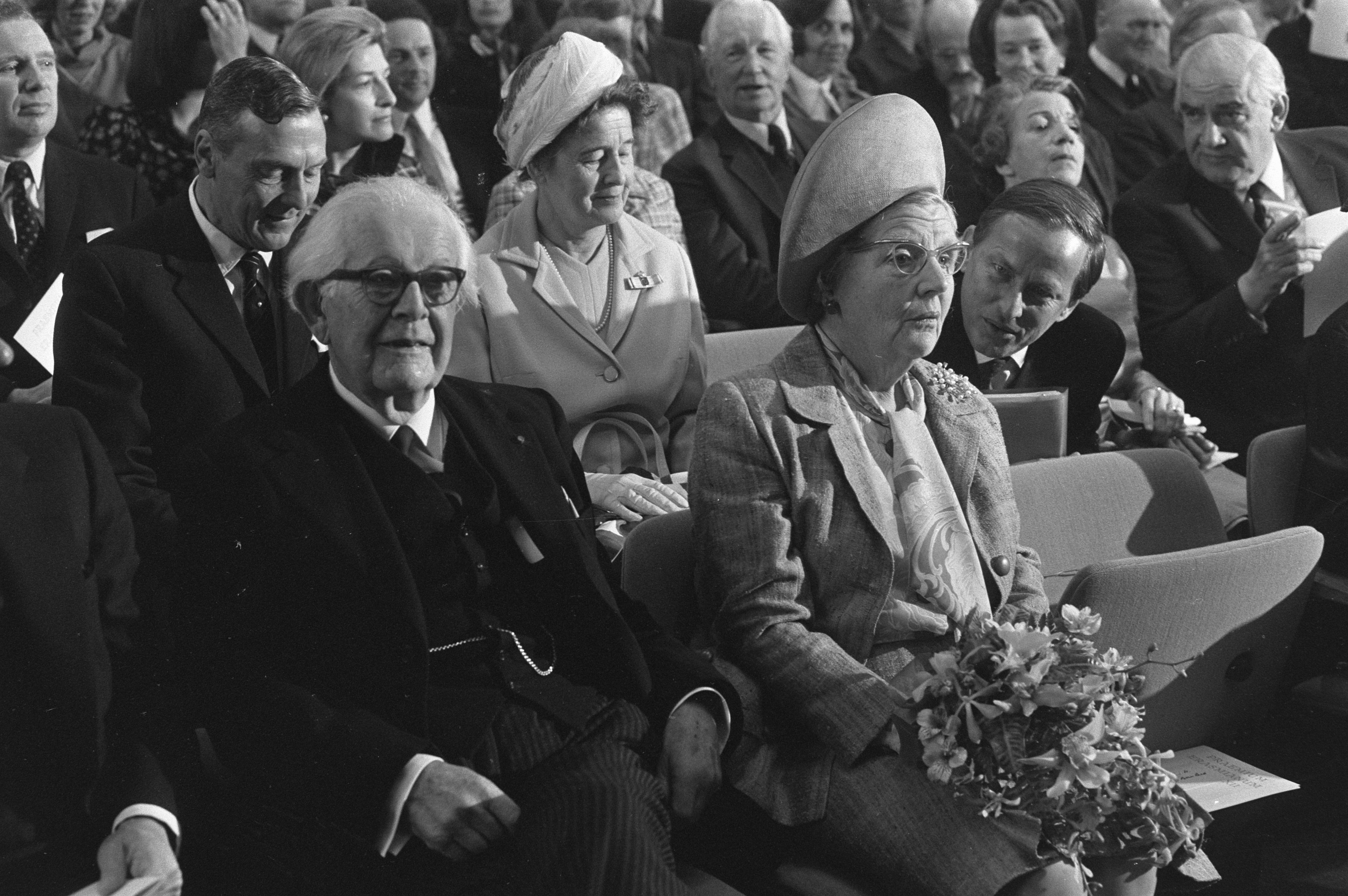
Piaget mit Königin Juliana bei den Feierlichkeiten zur Vergabe des Erasmuspreises in der Aula des Tropeninstituts Amsterdam (1972)

Jean Piaget [ʒɑ̃ pjaˈʒɛ] (* 9. August 1896 in Neuchâtel; † 16. September 1980 in Genf) war ein Schweizer Biologe und Pionier der kognitiven Entwicklungspsychologie sowie Begründer der genetischen Epistemologie. Letzteres war eines der großen im 20. Jahrhundert entwickelten Forschungsprogramme zur Verwissenschaftlichung der traditionell als Teil der Philosophie angesehenen Erkenntnistheorie bzw., im französischen Kontext, Epistemologie. «Genetisch» ist dabei im Sinne von «die Genese (Entstehungsgeschichte, Entwicklung) betreffend» zu verstehen (und damit meist nicht im Sinne von «erblich programmiert» oder «die erbliche Information betreffend»).

## Leben

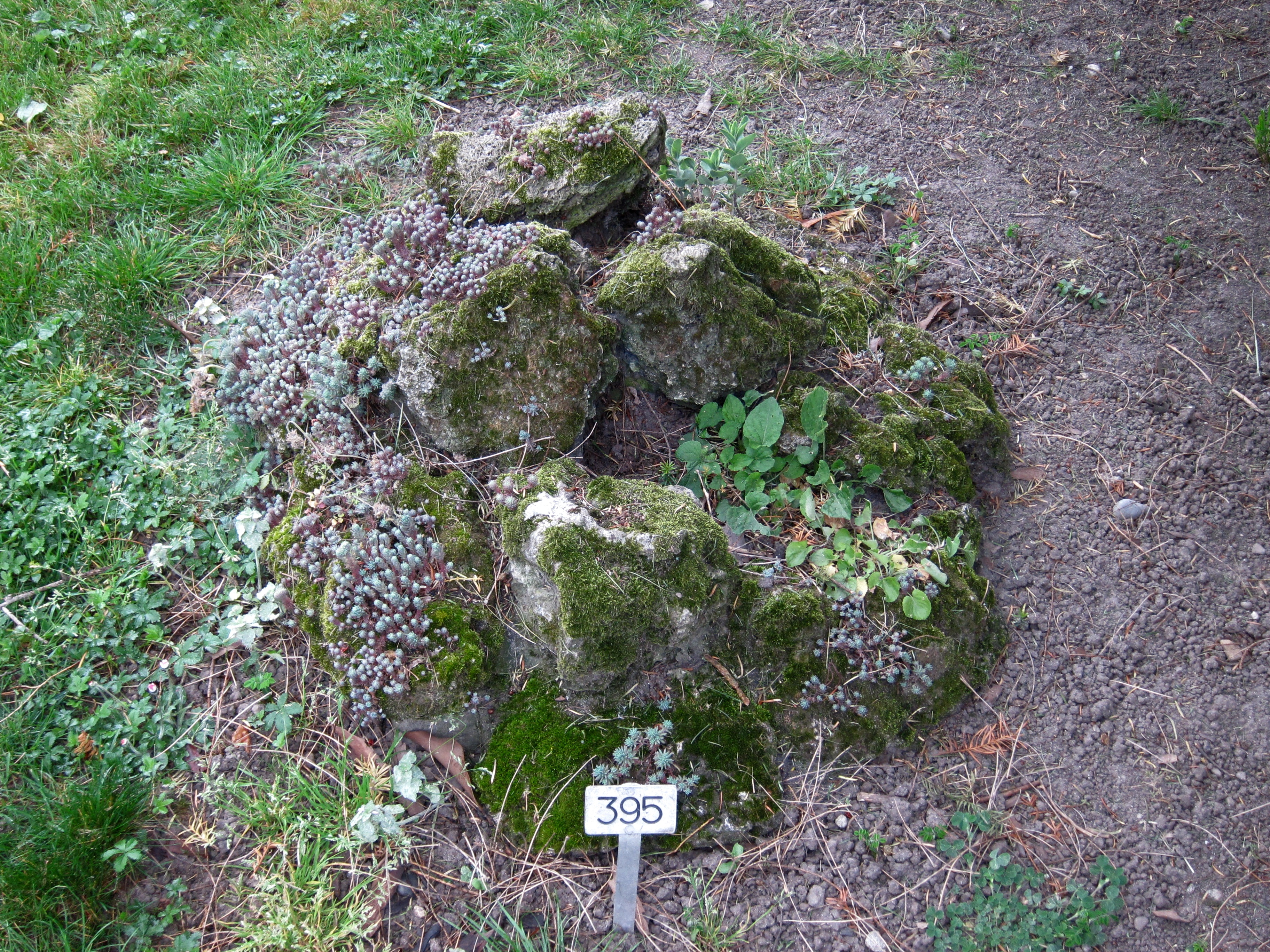
Nicht gekennzeichnetes Grab von Jean und Valentine Piaget, Cimetière des Rois, Genf

Piagets Vater Arthur Piaget war in Neuchâtel Professor für Literaturwissenschaften. Die Mutter beschrieb Piaget in seiner Biografie als sehr intelligent, aber neurotisch. Dadurch wurde das Familienleben sehr belastet und hat vermutlich Piagets große Ängstlichkeit mit bewirkt. Er wurde dadurch daran gehindert, sich wie andere Knaben seines Alters zu verhalten und Sport zu treiben. Stattdessen befasste sich Piaget schon im Alter von 8 Jahren mit wissenschaftlichen Themen. Zunächst interessierte er sich vor allem für Mechanik und entwarf ein Auto mit Dampfmotor. Bald fesselte ihn aber die Vogelwelt und er verfasste handschriftlich ein kleines Büchlein mit dem Titel „Unsere Vögel“. Sein Vater machte darüber allerdings eine abfällige Bemerkung, die Piaget wohl sehr kränkte, denn er erwähnte den Vorfall Jahrzehnte später in seiner Biografie. Nach der Aufnahme ins Gymnasium im Alter von 10 Jahren, beschloss Piaget nach eigenen Worten „ernsthafter zu werden“. Er schrieb einen Artikel über einen Spatzen-Albino, den er beobachtet hatte. Der Aufsatz wurde in der Zeitschrift für Naturgeschichte publiziert. Der Erfolg animierte Piaget dazu, sich im Museum für Naturgeschichte um ein Praktikum zu bewerben. Dort wurde er lange und intensiv von Paul Godet betreut, der das Museum leitete. Er führte Piaget in die Molluskenforschung ein. Bis zu seinem Abitur hatte Piaget bereits 20 wissenschaftliche Arbeiten über Mollusken publiziert. Piaget wurde dadurch «in wenigen Jahren zu einem international geachteten Fachmann» auf diesem Gebiet. Er begann danach ein Studium der Biologie, das er bereits nach 3 Jahren mit der Promotion abschloss. Diese kurze Studienzeit ist umso bemerkenswerter als Piaget wegen seiner angeschlagenen Gesundheit ein Jahr pausieren musste.
Etwa ab seinem sechzehnten Geburtstag beschäftigte sich Piaget, der bis in seine frühen Erwachsenenjahre auch im Protestantismus seiner westschweizerischen Heimat verwurzelt war, außerdem intensiv mit Philosophie – was ihn jedoch weniger zu einer Umorientierung als dazu führte, dass er sich nicht mehr nur für das biologische Problem der Anpassung des Organismus an seine Umwelt interessierte, sondern «in der Biologie die Erklärung aller Dinge und des Geistes selbst» sah und schließlich den Entschluss fasste, sein Leben «der biologischen Erklärung der Erkenntnis zu widmen».
1921 wurde er an die Universität Genf berufen, an das Institut Jean-Jacques Rousseau (École des sciences de l’éducation), dessen Leiter er von 1933 bis 1971 war. Jean Piaget setzte sich intensiv mit der Psychoanalyse auseinander, er absolvierte, bei der seit 1919 im Institut mitarbeitenden Ärztin und Psychoanalytikerin Sabina Spielrein, eine Lehranalyse.
Im Jahr 1923 heiratete er Valentine Châtenay. Seine drei Kinder waren ihm unter anderem Studienobjekte für seine wegweisenden Forschungen zur Entwicklung der Intelligenz von der Geburt bis zum Erstspracherwerb. Nach einer Vortragsreise Maria Montessoris durch verschiedene Schweizer Städte 1932, wurde Piaget erster Präsident der in Genf neu gegründeten »Schweizerischen Montessori-Gesellschaft«. Er war von 1929 bis 1954 Professor für Psychologie an der Universität Genf und anschließend Leiter des 1955 von ihm gegründeten Centre International d’Épistémologie Génétique, ebenfalls in Genf. Außerdem hatte er Professuren an der Universität Lausanne, Université de Neuchâtel und an der Sorbonne in Paris inne.

## Werk und Theorie
Jean Piagets Werk ist vor allem ein psychologisches Werk, das aber auf der Idee beruht, die Erkenntnis biologisch zu erklären. Seine Bücher erschienen zunächst in französischer Sprache und wurden meist erst viele Jahre später ins Deutsche übersetzt. Die ersten französischen Originaltexte von Nachahmung, Spiel und Traum erschienen beispielsweise 1945 die deutsche Ausgabe von 1969 beruhte auf der überarbeiteten und erweiterten Publikation von 1959.
Zentraler Gedanke der Épistémologie (Wissenschaftstheorie bzw. Erkenntnistheorie) Piagets ist, dass auch die menschliche Intelligenz und Erkenntnis, von der Auseinandersetzung des Organismus mit seiner Umwelt her, prozessual verstanden werden müsse. Dies schließt einfaches Lernen im Sinne des zu Anfang des 20. Jahrhunderts dominierenden klassischen Behaviorismus – Konditionierung und Habituation – als Grenzfall ein, geht aber darüber hinaus, weshalb Piaget das im Zentrum des klassischen Behaviorismus stehende Reiz-Reaktions-Schema um den Organismus als drittes, vermittelndes Element ergänzt.
Zum theoretischen Rüstzeug Jean Piagets gehören außerdem: 
- Immanuel Kant, dessen Erkenntnistheorie er untermauern wollte (wobei das Apriori-Verständnis der genetischen Epistemologie aber an Kant vorbeilaufe[14]),
- der an Kant anschließende Pragmatismus John Deweys[15],
- die französische Psychologie des frühen 20. Jahrhunderts (Édouard Claparède u. a.),
- die moderne, strukturalistische Mathematik (Nicolas Bourbaki),
- die Kybernetik, die sich ab den 1940er Jahren ebenfalls formaler Modelle des Geistes bediente.[16]

## Rezeption

### Würdigungen und Einflussnahme
- Jean Piagets Arbeit wurde mit über 30 Ehrendoktorwürden und zahlreichen internationalen Auszeichnungen gewürdigt, unter anderem mit dem Balzan-Preis 1979 für Sozial- und Politikwissenschaften. 1957 wurde er in die American Academy of Arts and Sciences gewählt, 1966 in die National Academy of Sciences. Seit Dezember 1960 war er assoziiertes Mitglied der Königlichen Akademie von Belgien.[17]
- Ein ICN-Zug der Schweizerischen Bundesbahnen SBB trägt den Namen Jean Piaget und ist im Innern mit Piaget-Zitaten beschriftet.
- Seine Mitarbeiterin, Koautorin und spätere Nachfolgerin war Bärbel Inhelder. Zu den Schülern Piagets gehörten Félicie Affolter, Hans Aebli, Seymour Papert, Richard Meili und Constance Kamii
- Jean Piaget wird als ein Vorläufer des Radikalen Konstruktivismus betrachtet.
- Die pädagogische Methode der Konstruktiven Kontroverse basiert auf Piagets Theorie der kognitiven Entwicklung.
- Seit 1981 wurde Kognitive Akzeleration (englisch abgekürzt: CA) am King’s College London[18] von Michael Shayer und Philip Adey entwickelt. Das Lehrkonzept fördert die allgemeine Denkfähigkeit von Lernenden signifikant.[19][20] Der Ansatz vereinigt die Denkentwicklung im Sinn von Piaget und das Konzept der Zone der nächsten Entwicklung (ZDN) von Vygotsky.
- John Hattie zitiert in seiner als Hattie-Studie bekannten Meta-Meta-Analyse eine Metastudie aus dem Jahr 1982, die einen hohen Lernerfolg nachweist, wenn im Unterricht die Stufen der kognitiven Entwicklung der Schüler beachtet werden.

### Kritik
Grundsätzlich gibt es drei Arten der Kritik an Piagets Theorie. Zum einen richtet sich diese gegen Piagets Methode und zum anderen gegen seine Einteilung der kognitiven Entwicklung in verschiedene Stadien. Eine weitere grundsätzlichere Kritik wendet sich gegen sein zirkelhaftes Verfahren: Piaget präsentiert seine Arbeiten als wechselseitiges Begründungsverhältnis zwischen seinen Experimenten und seinem Entwicklungsmodell. Er unterstellt dabei, dass die Resultate einzelner Entwicklungsschritte notwendig seien, um jeweils die nächste Entwicklungsstufe zu erreichen, was im Sinne eines Lernprozesses interpretiert wird. Der dritte Kritikpunkt ist, dass seine Theorie nicht kulturunabhängig ist, wie behauptet. Vielmehr erreichen nur beschulte Menschen das formal-operationale Stadium.
Methodisch vertrat Piaget zeitlebens eine andere Position als die etablierte behavioristische (positivistische) Psychologie.
Er hielt den Gebrauch von parametrischen Statistiken und standardisierten Untersuchungsmethoden für kontraproduktiv. Im Frühwerk adaptierte er die in der Psychiatrie gebräuchliche Methode des Klinischen Interviews. Schon bald wurde festgestellt, dass die Aussagen im «Weltbild des Kindes» Artefakte der suggestiven Wirkungen der Interviewfragen und -techniken enthielten. Die Methode wurde revidiert und von da an «revidierte klinische Methode» (Ginsburg & Opper, 2004) oder auch kritische Explorationsmethode genannt (Inhelder, Sinclair & Bovet, 1974, S. 35: méthode d’exploration critique; Ducret, 2004).
Piaget begründete die Definition der kritischen Methode wie folgt:

„Nous avons donc totalement renoncé à la méthode de pure et simple conversation, à la suite de nos recherches sur les deux premières années du développement, pour adopter une méthode mixte dont nous avons pu éprouver, depuis lors, la fécondité bien supérieure. Cette «méthode critique» (s'il est permis de baptiser ainsi l'aboutissement des procédés que nous avions primitivement empruntes à la «méthode clinique» des psychiatres) consiste toujours à converser librement avec le sujet, au lieu de se borner à des questions fixes et standardisées, et elle conserve ainsi tous les avantages d'un entretien adapte à chaque enfant et destiné à lui permettre le maximum possible de prise de conscience et de formulation de ses propres attitudes mentales; mais elle s'astreint à n’introduire questions et discussions qu'à la suite, ou au cours même, de manipulations portant sur des objets suscitant une action déterminée de la part du sujet.“

Erste Untersuchungen mit der revidierten Methode vollzog Piaget hauptsächlich an seinen drei Kindern. Die Ergebnisse führten zum Entwurf der Stadientheorie über die sensomotorischen, die präoperationalen und konkreten Denkoperationen (Ginsburg & Opper, 2004). Später folgten Untersuchungen über die formalen Operationen (Ginsburg & Opper, 2004; Inhelder & Piaget, 1980).
Piagets qualitative Methoden wurden oft als unwissenschaftlich bezeichnet. Es ist jedoch umstritten, ob eine solche Bezeichnung im Angesicht der Subtilität der Piagetschen Methodik nicht zu kurz greift.
Dazu Piaget über sein eigenes Vorgehen:

„Ein guter Experimentator muss zwei oft unverträgliche Eigenschaften in sich vereinigen: Er muss beobachten, das Kind sprechen lassen können, er darf den Redefluss nicht bremsen, nicht in eine falsche Richtung bringen, und er muss gleichzeitig ein Sensorium haben, etwas Genaues heraus zu holen. Er muss jederzeit eine Arbeitshypothese, eine Theorie, ob richtig oder falsch, zur Hand haben … Anfänger suggerieren dem Kind, was sie finden möchten, oder aber sie suggerieren überhaupt nicht, weil sie nichts suchen, und dann finden sie auch nichts.“

### Zitate
„Das Dumme mit Piaget und seinen Stadien ist, daß es einem jedesmal, wenn er ein Beispiel dafür gibt, so geht wie dem Helden bei Jerome K. Jerome (in Drei Mann in einem Boot), der bei der Lektüre eines medizinischen Wörterbuchs bei sich die Symptome sämtlicher Krankheiten entdeckt. Man hat den Eindruck, man sei selber mittendrin, in jedem dieser piagetschen Stadien. Was mich angeht, so fühle ich mich jedenfalls ganz und gar präoperativ, denn mir erscheinen die Beziehungen von Ursache und Wirkung hier nur sehr schwach.“

## Schriften

### Erstveröffentlichungen (Auswahl)
- Le langage et la pensée chez l'enfant. Delachaux et Niestlé, Neuchâtel und Paris 1923
  - Sprechen und Denken des Kindes. Übersetzung: Nicole Stöber. Pädagogischer Verlag Schwann, Düsseldorf 1972
- Le jugement et le raisonnement chez l'enfant. Delachaux et Niestlé, Neuchâtel und Paris 1924
  - Urteil und Denkprozess des Kindes. Übersetzung: Herbert Christ. Pädagogischer Verlag Schwann, Düsseldorf 1972
- La représentation du monde chez l'enfant. F. Alcan, Paris 1926
  - Das Weltbild des Kindes. Übersetzung: Luc Bernard. Klett-Cotta, Stuttgart 1978
- La causalité physique chez l'enfant. F. Alcan, Paris 1927
- Deux types d’attitudes religieuses: immanence et transcendance. Mit J. de la Harpe. Association chrétienne d'étudiants de Suisse romande, Genf 1928
  - Immanenz und Transzendenz. Übersetzung: Gérald Schlemminger. In: Theologie und Reformpädagogik. Klett-Cotta, Stuttgart 2015, ISBN 9783608948127
- Immanentisme et foi religieuse. Hrsg.: Groupe romand des Anciens Membres de l'Association Chrétienne d'Etudiants. Robert, Genf 1930
  - Immanentismus und religiöser Glaube. Übersetzung: Gérald Schlemminger. In: Theologie und Reformpädagogik. Klett-Cotta, Stuttgart 2015
- Le jugement moral chez l’enfant. F. Alcan, Paris 1932
  - Das moralische Urteil beim Kinde. Übersetzung: Lucien Goldmann. Rascher, Zürich 1954
- La naissance de l’intelligence chez l'enfant. Delachaux et Niestlé, Neuchâtel und Paris 1936
  - Das Erwachen der Intelligenz beim Kinde. Übersetzung: Bernhard Seiler. Klett, Stuttgart 1969
- La construction du réel chez l’enfant. Delachaux et Niestlé, Neuchâtel und Paris 1937
  - Der Autbau der Wirklichkeit beim Kinde. Übersetzung: Johann-Ulrich Sandberger, Christiane Thirion und Hanne-Lore Wunberg. Klett, Stuttgart 1974
- Les méthodes nouvelles, leurs bases psychologiques. In: Encyclopédie française. T. 15: éducation et instruction. Société de gestion de !'Encyclopédie française, Paris 1939, Fasz. 26, S. 4–16
  - Die neuen Methoden und ihre psychologischen Grundlagen. Übersetzung: Wolfgang Teuschl. In: Theologie und Reformpädagogik. Klett-Cotta, Stuttgart 2015
- Examen des méthodes nouvelles. In: Encyclopédie française. T. 15: éducation et instruction. Société de gestion de l’Encyclopédie française, Paris 1939, Fasz. 28, S. 1–13
  - Die Überprüfung der neuen Methoden. Übersetzung: Gérald Schlemminger. In: Theologie und Reformpädagogik. Klett-Cotta, Stuttgart 2015
- Le développement des quantités chez l’enfant: conservation et atomisme (mit Bärbel Inhelder). Delachaux et Niestlé, Neuchâtel und Paris 1941
  - Die Entwicklung der physikalischen Mengenbegriffe beim Kinde: Erhaltung und Atomismus. Übersetzung: H. K. Weinert und J. U. Sandberger. Klett, Stuttgart 1969
- La genèse du nombre chez l'enfant (mit Alina Szeminska). Delachaux et Niestlé, Neuchâtel und Paris 1941
  - Die Entwicklung des Zahlbegriffs beim Kinde. Übersetzung: H. K. Weinert. Klett, Stuttgart 1965
- Classes, relations et nombres: essai sur les groupements de la logistique et sur la réversibilité de la pensée. J. V-tin, Paris 1942
- La formation du symbole chez l'enfant: imitation, jeu et rêve, image et représentation. Delachaux et Niestlé, Neuchâtel und Paris, 1945[29]
  - Nachahmung, Spiel und Traum: die Entwicklung der Symbolfunktion beim Kinde. Übersetzung: Leo Montada. Klett, Stuttgart 1969
- Le développement de la notion de temps chez l'enfant. Presses univ. de France, Paris 1946
  - Die Bildung des Zeitbegriffs beim Kinde. Übersetzung: Gertrud Meili-Dworetzki. Rascher, Zürich 1955
- Les notions de mouvement et de vitesse chez l'enfant. Presses univ. de France, Paris 1946
- La psychologie de l'intelligence. A. Colin, Paris 1947
  - Psychologie der Intelligenz. Übersetzung: Lucien Goldmann und Yvonne Moser. Rascher, Zürich 1948
- La géométrie spontanée de l'enfant. Mit Bärbel Inhelder und Alina Szeminska. Presses univ. de France, Paris 1948
  - Die natürliche Geometrie des Kindes. Übersetzung: Rosemarie Heipcke. Klett, Stuttgart 1974
- La représentation de l'espace chez l'enfant. Mit Bärbel Inhelder. Presses univ. de France, Paris 1948
  - Die Entwicklung des räumlichen Denkens beim Kinde. Übersetzung: Rosemarie Heipcke. Klett, Stuttgart 1971
- Traité de logique: essai de logistique opératoire. A. Colin, Paris 1949
- Introduction à l'épistémologie génétique. Presses univ. de France, Paris 1950. 3 Bände. Band 1: La pensée mathématique. Band 2: La pensée physique. Band 3: La pensée biologique, la pensée psychologique et la pensée sociologique.
  - Die Entwicklung des Erkennens. Übersetzung: Fritz Kubli. Klett, Stuttgart 1972–1973. Band 1: Das mathematische Denken. Band 2: Das physikalische Denken. Band 3: Das biologische Denken, das psychologische Denken, das soziologische Denken.
- La genèse de l'idée de hasard chez l'enfant. Mit Bärbel Inhelder. Presses univ. de France, Paris 1951
- Essai sur les transformations des opérations logiques: les 256 opérations ternaires de la logique bivalente des propositions. Presses univ. de France, Paris 1952
- De la logique de l'enfant à la logique de l'adolescent: essai sur la construction des structures opératoires formelles. Mit Bärbel Inhelder. Presses univ. de France, Paris 1955
  - Von der Logik des Kindes zur Logik des Heranwachsenden: Essay über die Ausformung der formalen operativen Strukturen. Übersetzung: Luc Bernard. Walter, Olten und Freiburg 1971
- La genèse des structures logiques élémentaires: classifications et sériations. Mit Bärbel Inhelder. Presses univ. de France, Paris 1959
  - Die Entwicklung der elementaren logischen Strukturen. Übersetzung: Ursula Rohr-Dietschi. Pädagogischer Verlag Schwann, Düsseldorf 1973
- Les mécanismes perceptifs: modèles probabilistes, analyse génétique, relations avec l'intelligence. Presses univ. de France, Paris 1961
- Sagesse et illusions de la philosophie. Presses univ. de France, Paris 1965
  - Weisheit und Illusionen der Philosophie. Übersetzung: Friedhelm Herborth. Suhrkamp, Frankfurt 1974
- L'image mentale chez l'enfant: étude sur le développement des représentations imagées. Mit Bärbel Inhelder. Presses univ. de France, Paris 1966
  - Die Entwicklung des inneren Bildes beim Kind. Übersetzung: Annette Roellenbleck. Suhrkamp, Frankfurt 1979
- La psychologie de l'enfant. Mit Bärbel Inhelder. Presses univ. de France, Paris 1966
  - Die Psychologie des Kindes. Übersetzung: Lorenz Häfliger. Walter, Olten und Freiburg 1972
- Biologie et connaissance: essai sur les relations entre les régulations organiques et les processus cognitifs. Gallimard, Paris 1967
  - Biologie und Erkenntnis: über die Beziehung zwischen organischen Regulationen und kognitiven Prozessen. Übersetzung: Angelika Geyer. S. Fischer, Frankfurt 1974
- Mémoire et intelligence. Mit Bärbel Inhelder. Gallimard, Paris 1968
  - Gedächtnis und Intelligenz. Übersetzung: Luc Bernard. Walter, Olten und Freiburg 1974
- Le structuralisme. Presses univ. de France, Paris 1968
  - Der Strukturalismus. Übersetzung: Lorenz Häfliger. Walter, Olten und Freiburg 1973
- Psychologie et pédagogie. Denoël,  Paris 1969
  - Psychologie und Pädagogik. Übersetzung: Wolfgang Teuschl. In: Theorien und Methoden der modernen Erziehung. Molden, Wien und Zürich 1972, S. 11–183
- L’épistémologie génétique. Presses univ. de France, Paris 1970
  - Abriss der genetischen Epistemologie. Übersetzung: Fritz Kubli. Walter, Olten und Freiburg 1974
- Les explications causales. Presses univ. de France, Paris 1971
- La direction des mobiles lors de chocs et de poussées. Presses univ. de France, Paris 1972
- Epistémologie des sciences de l’homme. Gallimard, Paris 1972
  - Erkenntnistheorie der Wissenschaften vom Menschen. Übersetzung: Erika Höhnisch. Ullstein, Frankfurt 1973
- Intelligence and Affectivity. Palo Alto 1981.

### Deutschsprachige Sammlungen
- Gesammelte Werke – Studienausgabe, mit Einführungen von Hans Aebli. Ernst Klett, Stuttgart 1975. Enthält:

1. Das Erwachen der Intelligenz beim Kinde
2. Der Aufbau der Wirklichkeit beim Kinde
3. Die Entwicklung des Zahlbegriffs beim Kinde
4. Die Entwicklung der physikalischen Mengenbegriffe beim Kinde
5. Nachahmung, Spiel und Traum
6. Die Entwicklung des räumlichen Denkens beim Kinde
7. Die natürliche Geometrie des Kindes
8. Die Entwicklung des Erkennens. Band I: Das mathematische Denken
9. Die Entwicklung des Erkennens. Band II: Das physikalische Denken
10. Die Entwicklung des Erkennens. Band III: Das biologische Denken. Das psychologische Denken. Das soziologische Denken

- Schlüsseltexte in 6 Bänden bei Klett-Cotta herausgegeben und überarbeitet von Richard Kohler (2015). Enthält:

1. Das Weltbild des Kindes
2. Theologie und Reformpädagogik
3. Das moralische Urteil des Kindes
4. Psychologie der Intelligenz
5. Der Strukturalismus
6. Genetische Erkenntnistheorie

## Bibliographie
- Deutschsprachige Piagetbibliographie
- komplette Bibliographie bereitgestellt vom Jean Piaget Archiv